# Werner Bonrath
Werner Bonrath (* 16. November 1959 in Much) ist ein deutscher Chemiker mit Schwerpunkt Organische Chemie und Hochschullehrer.

## Leben
Werner Bonrath studierte Chemie an der Rheinischen Friedrich-Wilhelms-Universität Bonn von 1979 bis 1982 und an der Westfälischen Wilhelms-Universität Münster von 1982 bis 1985. Seine Promotion erfolgte 1988 unter der Betreuung von Günther Wilke am Max-Planck-Institut für Kohlenforschung.
Werner Bonrath ist ein deutscher Chemiker, der für seine Forschung im Bereich Katalysatordesign und -entwicklung bekannt ist, insbesondere im Bereich der feinchemischen Synthese. Nach seiner postdoktoralen Forschung an der Leopold-Franzens-Universität Innsbruck trat er 1989 bei Hoffmann La Roche in Basel ein, wo er an der Herstellung verschiedener Feinchemikalien, darunter Aromastoffe, Vitamine und Carotinoide, arbeitete. Im Jahr 2007 habilitierte er sich im Fachgebiet Technische Chemie an der Friedrich-Schiller-Universität Jena zum Thema Entwicklung und Anwendung von Ultraschall und Mikrowellen in der Prozessentwicklung von Vitaminen.
Derzeit ist Bonrath Senior Science Fellow of Catalysis and Process Research bei DSM, einem multinationalen Chemieunternehmen, und arbeitet weiterhin als Privat-Dozent an der Universität Basel und der Friedrich-Schiller-Universität Jena.

## Forschung und Lehre
Bonraths Forschungsschwerpunkte sind die Entwicklung von Katalysatoren und das Design katalytischer Prozesse für die feinchemische Synthese. Er hat intensiv an verschiedenen katalytischen Reaktionen gearbeitet, darunter Säure-Base-Katalyse, 3,3-sigmatrope Umlagerungen, Hydrierungen (z. B. enantioselektiv), Friedel-Crafts-Alkylierung und Ethinylierung. Die von seinem Team auf der Grundlage dieser Forschung entwickelten Verfahren haben industrielle Anwendungen gefunden, und das Team hat über 300 Patente angemeldet, darunter 50 im Zusammenhang mit der Herstellung von Vitamin E.
In Anerkennung seiner Beiträge zur nachhaltigen Produktion von Vitamin E wurde Bonrath 2022 mit dem  Meyer-Galow-Preis für Wirtschaftschemie der Gesellschaft Deutscher Chemiker ausgezeichnet.

## Ehrungen
- Sandmeyer Award der  Schweizerische Chemische Gesellschaft, 2008[6]
- KGF Senior Investigator Award der  Schweizerische Chemische Gesellschaft, 2013[1][7]
- Meyer-Galow Preis der Gesellschaft Deutscher Chemiker, 2022[8]

## Schriften
- Werner Bonrath, Jonathan Medlock, Marc-André Müller, Jan Schütz: Catalysis for Fine Chemicals. De Gruyter, 2021, ISBN 978-3-11-057115-8 (englisch).